# Segbroek
Segbroek is een stadsdeel van Den Haag, genoemd naar de oude Segbroekpolder.
Segbroek als stadsdeel ontstond in 1988.
In 1988 werd de oude naam Segbroek nieuw leven ingeblazen voor de vroegere Haagse wijken nummers 12 en 14 die bekend stonden als de Bomen- en Bloemenbuurt en  Bohemen (deze laatste wijk valt sindsdien onder het stadsdeel Loosduinen).
Historisch wordt het gehele gebied in het door de Laan van Meerdervoort en de Sportlaan in westelijke richting omsloten stadsgebied aangeduide met de naam van de oude Segbreekpolder, die sedert het einde van de 19e eeuw en daarna in de 20e eeuw in stormachtig tempo onder de nieuwe stadsuitbreidingen verdween. Vanouds was het Afwaterings- of Verversingskanaal naar de Scheveningse Havens de grens en niet de Beeklaan zoals in de latere Haagse gemeentelijke wijkindeling.
Er woonden in 2013 ruim 60.000 mensen. Het aantal inwoners vertoont een dalende lijn.
Het stadsdeel bestaat uit vijf wijken.
- Regentessekwartier
- Valkenboskwartier en Heesterbuurt
- Vruchtenbuurt
- Bomen- en Bloemenbuurt
- Vogelwijk